# Feldversuch

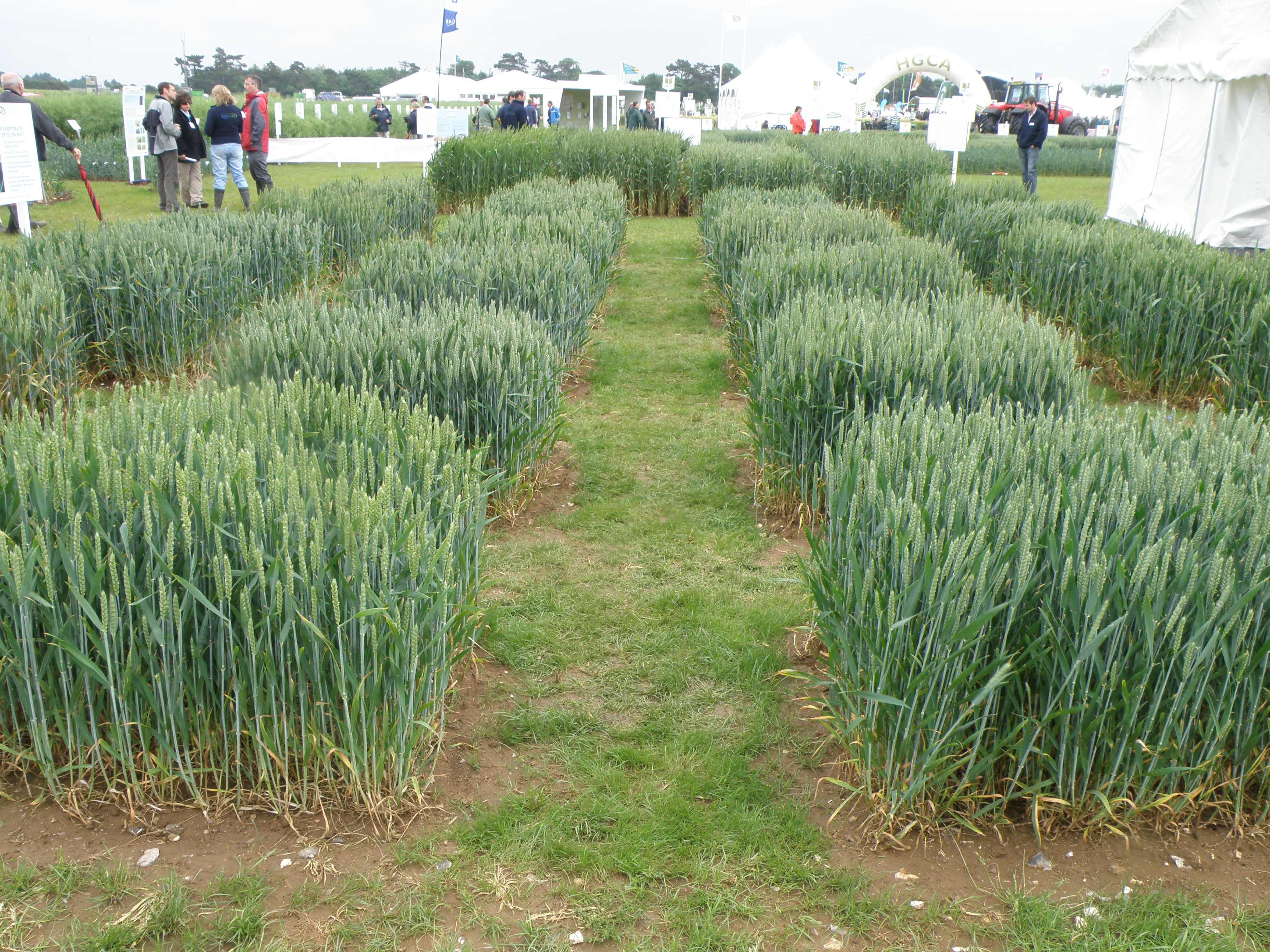
Typischer Feldversuch, hier zum Auftreten der Pilzkrankheit Gelbrost

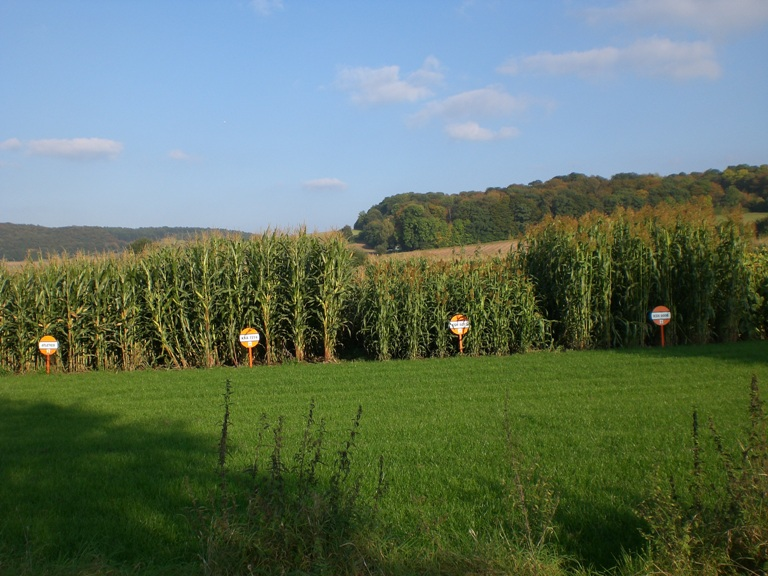
Maissortendemo von KWS

Ein Feldversuch (auch Parzellenversuch) bezeichnet in der Landwirtschaft eine Anlage eines kleinen Feldes unter Austestung verschiedener Faktoren wie z. B. Saatgut (Sorten), Pflanzenschutz oder Düngung.
So testen die Landwirtschaftskammern jährlich in ihren Landessortenversuchen verschiedene Getreidesorten in randomisierten Versuchsanlagen mit unterschiedlichem Einsatz von Pflanzenschutz- und Düngemaßnahmen. Durch die Vielzahl an Maßnahmen muss die jeweilige Fläche auf wenige Quadratmeter beschränkt bleiben, um Ergebnis-Unterschiede durch unterschiedliche Bodenverhältnisse zu vermeiden.